# (73983) 1998 DS19
(73983) 1998 DS19 – planetoida z pasa głównego asteroid okrążająca Słońce w ciągu 6 lat i 35 dni w średniej odległości 3,34 j.a. Została odkryta 26 lutego 1998 roku w programie Spacewatch.